# Miriam Flynn
Miriam Flynn (Cleveland (Ohio), 18 juni 1952) is een Amerikaans actrice. Ook houdt ze zich bezig met nasynchronisatie.
Ze is vooral bekend van haar rol als tante Catherine in drie van de vier National Lampoon's Vacation-films. In 2003 was zij ook te zien in een vervolg op National Lampoon's Christmas Vacation waarin zij eveneens Catherine speelt: National Lampoon's Christmas Vacation 2: Cousin Eddie's Island Adventure.
Verder heeft ze stemmen ingesproken voor series als The Land Before Time and Family Guy en heeft zij rollen gespeeld in enkele afleveringen van diverse series.

## Filmografie (selectie)
- 1983 - National Lampoon's Vacation - Catherine Johnson
- 1988 - For Keeps? - Donna Elliot
- 1989 - National Lampoon's Christmas Vacation - Catherine Johnson
- 1992 - Stand by your man - Adrienne
- 1995 - Babe - Maa (stem)
- 1997 - Vegas Vacation - Catherine Johnson
- 2003 - National Lampoon's Christmas Vacation 2: Cousin Eddie's Island Adventure - Catherine Johnson

### Stemmen
- 1988 - The Land Before Time - in enkele van de 12 films verschillende personages
- 1991 - Taz-Mania - Jean Tazmaniam Devil
- 1999 - Family Guy